# Thompson Pass
Thompson Pass este un pas (855 metri înălțime), în Munții Chugach la nord-est de Valdez, Alaska.

## Geografia
Este cel mai înzăpezit loc din Alaska, aici se înregistrează în medie 1,401 cm de zăpadă pe an. În iarna anului 1952-1953, au căzut 2475 cm de zăpadă, acesta este recordul de ninsoare înregistrat vreodată într-un sezon la o locație în Alaska. Pasul, de asemenea, deține recordul pentru Alaska la cea mai mare cantitate de zăpadă căzută într-o singură zi: 160 cm (la 29 decembrie 1955).

## Istoria
Pasul a fost numit în 1899 de un căpitan al armatei SUA, William Abercrombie ca "un compliment" adus lui Frank Thomson, dar el a scris greșit numele. Pasul a fost folosit de populația ahtna, care este o populație nativă din Alaska, ulterior el a fost folosit de mineri.